# Myhkyrä (ö i Mellersta Finland)
Myhkyrä är en ö i Finland. Den ligger i sjön Muuratjärvi och i kommunerna Jyväskylä och Muurame och landskapet Mellersta Finland, i den södra delen av landet, 220 km norr om huvudstaden Helsingfors. Öns area är 2,8 hektar och dess största längd är 280 meter i nord-sydlig riktning.